# Cnemotrupes blackburni
Cnemotrupes blackburni là một loài bọ cánh cứng thuộc họ Geotrupidae. Loài này được Fabricius miêu tả khoa học năm 1781.